# Alepista irregularis
Alepista irregularis är en fjärilsart som beskrevs av De Toulgoët 1976. Alepista irregularis ingår i släktet Alepista och familjen björnspinnare. Inga underarter finns listade i Catalogue of Life.